# Ceaux-en-Loudun
Ceaux-en-Loudun és un municipi francès situat al departament de la Viena i a la regió de la Nova Aquitània. L'any 2007 tenia 592 habitants.

## Demografia

### Població
El 2007 la població de fet de Ceaux-en-Loudun era de 592 persones. Hi havia 248 famílies de les quals 68 eren unipersonals (20 homes vivint sols i 48 dones vivint soles), 88 parelles sense fills, 76 parelles amb fills i 16 famílies monoparentals amb fills.
La població ha evolucionat segons el següent gràfic:
Habitants censats

### Habitatges
El 2007 hi havia 303 habitatges, 252 eren l'habitatge principal de la família, 25 eren segones residències i 26 estaven desocupats. 296 eren cases i 7 eren apartaments. Dels 252 habitatges principals, 203 estaven ocupats pels seus propietaris, 45 estaven llogats i ocupats pels llogaters i 4 estaven cedits a títol gratuït; 1 tenia una cambra, 13 en tenien dues, 35 en tenien tres, 54 en tenien quatre i 149 en tenien cinc o més. 208 habitatges disposaven pel capbaix d'una plaça de pàrquing. A 120 habitatges hi havia un automòbil i a 110 n'hi havia dos o més.

### Piràmide de població
La piràmide de població per edats i sexe el 2009 era:
| Homes | Edats   | Dones |
| ----- | ------- | ----- |
| 0     | 95 o +  | 0     |
| 0     | 90 a 94 | 0     |
| 8     | 85 a 89 | 12    |
| 4     | 80 a 84 | 8     |
| 24    | 75 a 79 | 12    |
| 12    | 70 a 74 | 20    |
| 4     | 65 a 69 | 8     |
| 16    | 60 a 64 | 8     |
| 24    | 55 a 59 | 24    |
| 12    | 50 a 54 | 12    |
| 16    | 45 a 49 | 12    |
| 24    | 40 a 44 | 28    |
| 24    | 35 a 39 | 28    |
| 20    | 30 a 34 | 12    |
| 20    | 25 a 29 | 20    |
| 8     | 20 a 24 | 12    |
| 12    | 15 a 19 | 24    |
| 12    | 10 a 14 | 28    |
| 32    | 5 a 9   | 16    |
| 16    | 0 a 4   | 4     |

## Economia
El 2007 la població en edat de treballar era de 380 persones, 274 eren actives i 106 eren inactives. De les 274 persones actives 239 estaven ocupades (140 homes i 99 dones) i 35 estaven aturades (14 homes i 21 dones). De les 106 persones inactives 43 estaven jubilades, 27 estaven estudiant i 36 estaven classificades com a «altres inactius».

### Ingressos
El 2009 a Ceaux-en-Loudun hi havia 253 unitats fiscals que integraven 594,5 persones, la mediana anual d'ingressos fiscals per persona era de 15.781 €.

### Activitats econòmiques
Dels 21 establiments que hi havia el 2007, 2 eren d'empreses extractives, 1 d'una empresa alimentària, 7 d'empreses de construcció, 7 d'empreses de comerç i reparació d'automòbils, 1 d'una empresa d'hostatgeria i restauració, 2 d'empreses de serveis i 1 d'una empresa classificada com a «altres activitats de serveis».
Dels 9 establiments de servei als particulars que hi havia el 2009, 2 eren tallers de reparació d'automòbils i de material agrícola, 1 paleta, 1 guixaire pintor, 2 fusteries, 1 lampisteria, 1 perruqueria i 1 restaurant.
Dels 2 establiments comercials que hi havia el 2009, 1 era una botiga de menys de 120 m² i 1 una fleca.
L'any 2000 a Ceaux-en-Loudun hi havia 39 explotacions agrícoles que ocupaven un total de 2.392 hectàrees.

## Equipaments sanitaris i escolars
El 2009 hi havia una escola elemental integrada dins d'un grup escolar amb les comunes properes formant una escola dispersa.

## Poblacions més properes
El següent diagrama mostra les poblacions més properes.